# Tore Sjöstrand
Tore Ingemar Sjöstrand (31. července 1921, Huddinge – 26. ledna 2011, Växjö) byl švédský atlet, olympijský vítěz v běhu na 3000 metrů překážek.

## Sportovní kariéra
Na mistrovství Evropy v Oslo v roce 1946 získal bronzovou medaili v běhu na 3000 metrů překážek. Životního úspěchu dosáhl o dva roky později na olympiádě v Londýně, kde na této trati zvítězil. V stejném roce vytvořil svůj osobní rekord v běhu na 3000 metrů překážek 8:59,8. Startoval ještě na evropském šampionátu v Bruselu v roce 1950, kde mezi stýplaři doběhl osmý. Krátce poté ukončil aktivní sportovní kariéru.